# Либерија на Светском првенству у атлетици на отвореном 2022.
Либерија је учествовала на 18. Светском првенству у атлетици на отвореном 2022. одржаном у Јуџину  од 15. до 25. јула тринаести пут. Репрезентацију Либерије представљала су 4 такмичара (3 мушкарца и 1 жена) који су се такмичили у 4 (3 мушке и 1 женска) дисциплине.,
На овом првенству представници Либерије нису освојили ниједну медаљу.
У табели успешности према броју и пласману такмичара који су учествовали у финалним такмичењима (првих 8 такмичара) Либерија је са 1 учесником у финалу делила 54. место са 5 бодова.
| Пл.  | Земља    | 1. место | 2. место | 3. место | 4. место | 5. место | 6. место | 7. место | 8. место | Бр. фин. | Бод. |
| ---- | -------- | -------- | -------- | -------- | -------- | -------- | -------- | -------- | -------- | -------- | ---- |
| =54. | Либерија | 0        | 0        | 0        | 1        | 0        | 0        | 0        | 0        | 1        | 5    |

## Учесници
| Мушкарци: - Емануел Матади — 100 м - Џозеф Фанбулех — 200 м - Велингтон Заза — 110 м препоне | Жене: - Грета Керекеш — 100 м препоне |  |

## Резултати

### Мушкарци
| Атлетичар      | Дисциплина    | Лични рекорд | Предтакмичење | Предтакмичење | Квалификације        | Квалификације        | Полуфинале           | Полуфинале   | Финале               | Финале       | Детаљи |
| Атлетичар      | Дисциплина    | Лични рекорд | Резултат      | Место         | Резултат             | Место                | Резултат             | Место        | Резултат             | Место        | Детаљи |
| -------------- | ------------- | ------------ | ------------- | ------------- | -------------------- | -------------------- | -------------------- | ------------ | -------------------- | ------------ | ------ |
| Емануел Матади | 100 м         | 9,98 НР      | Слободан      | Слободан      | 9,99 КВ              | 3. у гр. 2           | 10,12 (.113)         | 5. у гр. 1   | Није се квалификовао | 10 / 67 (71) |        |
| Џозеф Фанбулех | 200 м         | 19,83 НР     |               |               | 20,12 КВ             | 1. у гр. 1           | 19,92 КВ             | 2. у гр. 1   | 19,84                | 4 / 44 (49)  |        |
| Велингтон Заза | 110 м препоне | 13,36 НР     | 13,81 (.803)  | 6. у гр. 5    | Није се квалификовао | Није се квалификовао | Није се квалификовао | 32 / 38 (40) |                      |              |        |

### Жене
| Атлетичарка   | Дисциплина    | Лични рекорд | Квалификације | Квалификације | Полуфинале            | Полуфинале            | Финале                | Финале       | Детаљи |
| Атлетичарка   | Дисциплина    | Лични рекорд | Резултат      | Место         | Резултат              | Место                 | Резултат              | Место        | Детаљи |
| ------------- | ------------- | ------------ | ------------- | ------------- | --------------------- | --------------------- | --------------------- | ------------ | ------ |
| Грета Керекеш | 100 м препоне | 12,74 НР     | 13,12 (.119)  | 6. гр. 3      | Није се квалификовала | Није се квалификовала | Није се квалификовала | 25 / 38 (42) |        |